# Földes
Földes es un pueblo ubicado en el distrito de Püspökladány, en el condado de Hajdú-Bihar, Hungría.

## Superficie
Posee una superficie de 65,24 kilómetros cuadrados.

## Demografía
Hasta 2019 la población era de 3767 habitantes, con una densidad de población de 57,74 habitantes por kilómetro cuadrado.